# آنکو (کنیا)
آنکو روستایی در استان نیانزا،کشور کنیا می‌باشد.